# Csecsou
Csecsou (egyszerűsített kínai írással: 池州市, pinjin: Chízhōu) prefektúra szintű város Kínában, Anhuj tartományban. Lakosainak száma 1 342 764 fő (2020).

## Népesség
| 2010 | 1 402 518 |
| 2020 | 1 342 764 |